# María José Rojas
María José Rojas, född den 17 december 1987 i Santiago, är en chilensk fotbollsspelare (anfallare) som sedan år 2019 spelar för tjeckiska Slavia Prag och det chilenska landslaget. Hon var en del av den chilenska landslagstrupp som spelade VM i Frankrike år 2019. Inför mästerskapet hade hon gjort 11 mål på 43 A-landskamper. Hon har tidigare spelat för bland annat litauiska Gintra Universitetas och australiska Canberra United.